# Лодзь-Люблинек
Лодзь-Люблинек (пол. Łódź Lublinek) — пассажирская и грузовая железнодорожная станция в городе Лодзь (расположена в дзельнице Полесье, вблизи международного аэропорта Лодзь-Люблинек и микрорайона Люблинек), в Лодзинском воеводстве Польши. Имеет 3 платформы и 5 путей.
Станция на железнодорожной линии Лодзь-Калиская — Форст, построена в 1902 году, когда эта территория была в составе Царства Польского.
До 2020 года станция называлась Люблинек. Однако еще в 2018 году Городской совет Лодзи обратился в «Польские железнодорожные линии» с просьбой изменить название станции с Люблинек на Лодзь-Люблинек, для унификвции названий станций и остановочных пунктов в Лодзи. «Польские железнодорожные линии» удовлетворили данный запрос, объявив о вступлении переименования станции в силу с июня 2020 года
.
В новом расписании, действительном с 14 июня 2020 года, станция именуется Лодзь-Люблинек.